# Għajn Klieb
Għajn Klieb (signifiant en maltais la source du chien) est un site archéologique composé de plusieurs tombes d'époque punique, situé près de la ville de Rabat à Malte.

## Découverte du site
Certaines tombes avaient été pillées avant les premières fouilles archéologiques menées par Antonio Annetto Caruana en octobre 1890. D'autres tombes sont fouillées par Themistocles Zammit en 1906, 1925, 1926 et 1933. Des fouilles plus récentes ont eu lieu en 1999, et une nouvelle tombe (encore non explorée) a été découverte en 2001.

## La nécropole
Le site, situé à 190 m au dessus du niveau de la mer, est l'une des principales nécropoles puniques qui existe encore dans son environnement naturel à Malte. Entre 35 et 40 tombes ont déjà été identifiées. Certaines n'ont pas encore été explorées. 
La majorité des tombes est composée d'un puits d'accès et d'une chambre funéraire, sauf une qui était creusée directement dans la roche, à ciel ouvert et une autre avec un accès direct dans la chambre, sans puits. Afin d’accueillir plus d'inhumations, 4 tombes étaient doubles.
Les puits d'accès et les chambres sont de formes variées, les puits sont rectangulaires ou carrés, et les chambres rectangulaires, carrées ou ovales.

## Les objets mis au jour
Peu d'objets ont été découverts dans les tombes puniques de l'archipel maltais. Għajn Klieb fait exception avec plusieurs objets retrouvés, dont certains en or. Une tombe fouillée en 1926 contenait des lampes puniques ainsi que des lampes d'époque romaine. L'ensemble des objets funéraires ont été datés entre la fin du VIIIe siècle av. J.C. et la première moitié du Ier siècle de notre ère, montrant une large utilisation de la nécropole pendant l'époque punique puis romaine.

### L'amulette égyptienne
Une tombe fouillée par Themistocles Zammit en 1906 comprenait 45 niches creusées dans la roche. On y retrouva plusieurs vases en céramique avec des fragments de feuilles d'or et une amulette en or. Celle-ci mesure environ 2,5 cm de haut et représente les deux divinités égyptiennes Horus et Anubis adossés, leurs têtes reliées par une sorte d'anneau double. Chaque divinité tient dans ses mains le Ânkh et le Nekhekh. L'amulette a été datée de la fin du VIIe siècle av. J.C. De nombreuses autres amulettes égyptiennes ont été retrouvées dans l'archipel et dans le reste du pourtour méditerranéen à cette époque, montrant l'utilisation de ces objets magiques égyptiens par les Phéniciens et les Grecs. Il est d'ailleurs possible que nombre de ces objets aient été fabriqués dans des ateliers phéniciens plutôt qu'égyptiens, ce qui serait le cas de l'amulette de Għajn Klieb. 

### Les griffons
Dans une autre tombe, on retrouva 5 perles creuses en or appartenant probablement à un collier, des fragments de feuille d'or, un anneau d'or et un bracelet en argent recouvert de feuille d'or. Le bracelet est gravé d'un motif typiquement phénicien à deux griffons ailés rampants entourant une palmette entourée par un disque solaire,. Le bracelet était initialement constitué de trois parties, dont deux sont conservées au musée national d'archéologie de Malte tandis que la troisième est à l'Ashmolean Museum d'Oxford.
Tous ces ornements ont également été datés du VIIe siècle av. J.C., soit des premiers temps de la présence phénicienne à Malte,.